# Ophiocreas sibogae
Ophiocreas sibogae är en ormstjärneart som beskrevs av Jean Baptiste François René Koehler 1904. Ophiocreas sibogae ingår i släktet Ophiocreas och familjen Asteroschematidae. Inga underarter finns listade i Catalogue of Life.